# János Haller

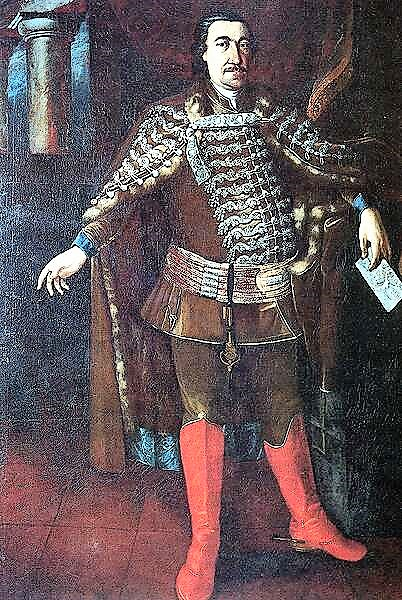
János Haller

János Haller de Hallerkő (1692 - Nagyszeben, 18 oktober 1756) was de Habsburgse gouverneur van Zevenburgen van 1734 tot 1755.
Hij stamde uit het geslacht Haller, een oude adellijke familie van Duitse oorsprong en was de zoon van István Haller. Vanaf 1729 was hij opperste rechter van Csík, Gyergyó en Kászonszék. In 1734 werd hij door Karel III van Hongarije tot gouverneur van Transsylvanië benoemd, zij het tegen de bepalingen van het Diploma Leopoldinum zonder bekrachtiging van de Zevenburgse Landdag. In die hoedanigheid ontwikkelde hij zich echter tot een handpop van de Habsburgse keizer.